# Govindapur (Dhanusa)
Govindapur (nep. गोविन्दपुर) – gaun wikas samiti w środkowej części Nepalu w strefie Dźanakpur w dystrykcie Dhanusa. Według nepalskiego spisu powszechnego z 2011 roku liczył on 1657 gospodarstw domowych i 8847 mieszkańców (4564 kobiety i 4283 mężczyzn).